# غاريث جونز
غاريث جونز (بالإنجليزية: Gareth Jones) هو سياسي بريطاني، ولد في 14 مايو 1939 في المملكة المتحدة. حزبياً، نشط في بلاد كيمري. في انتخابات الجمعية الوطنية الويلزية 2007 ‏، انتخب عضو الجمعية الوطنية الويلزية الثالثة ‏ عن دائرة Aberconwy (Senedd constituency) ‏ وقد انضم خلال فترته النيابية ‏ (3 مايو 2007 – 30 مارس 2011)  للكتلة البرلمانية بلاد كيمري وفي انتخابات الجمعية الوطنية الويلزية 1999 ‏، انتخب عضو الجمعية الوطنية الويلزية الأولى عن دائرة Conwy (Assembly constituency) ‏ وقد انضم خلال فترته النيابية ‏ (6 مايو 1999 – 2 أبريل 2003)  للكتلة البرلمانية بلاد كيمري.